# Skoband

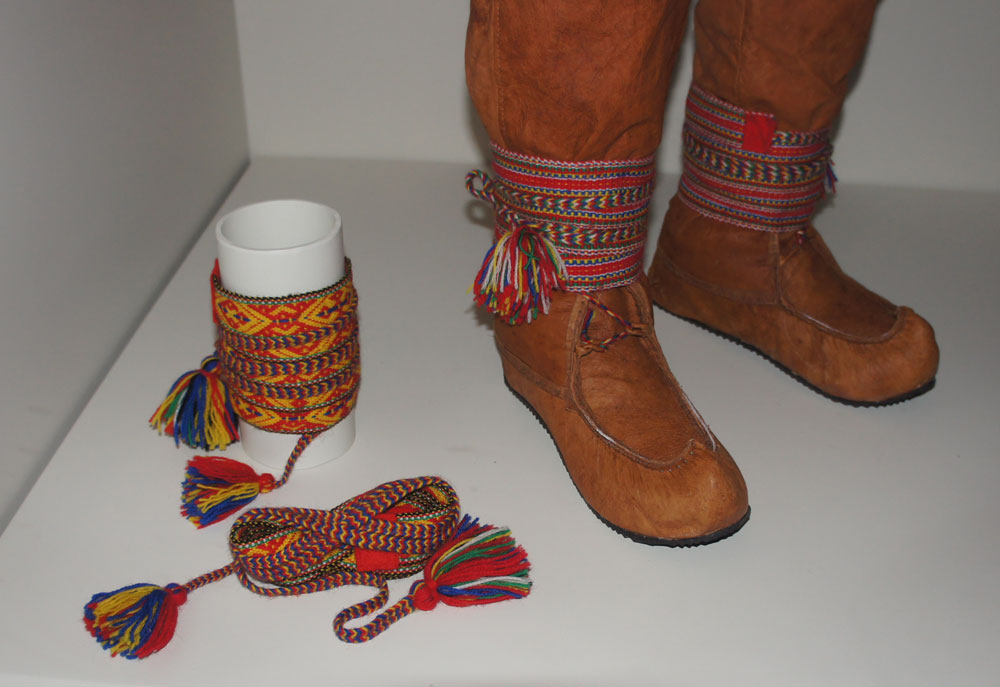
Skoband för män från Jukkasjärviområdet.

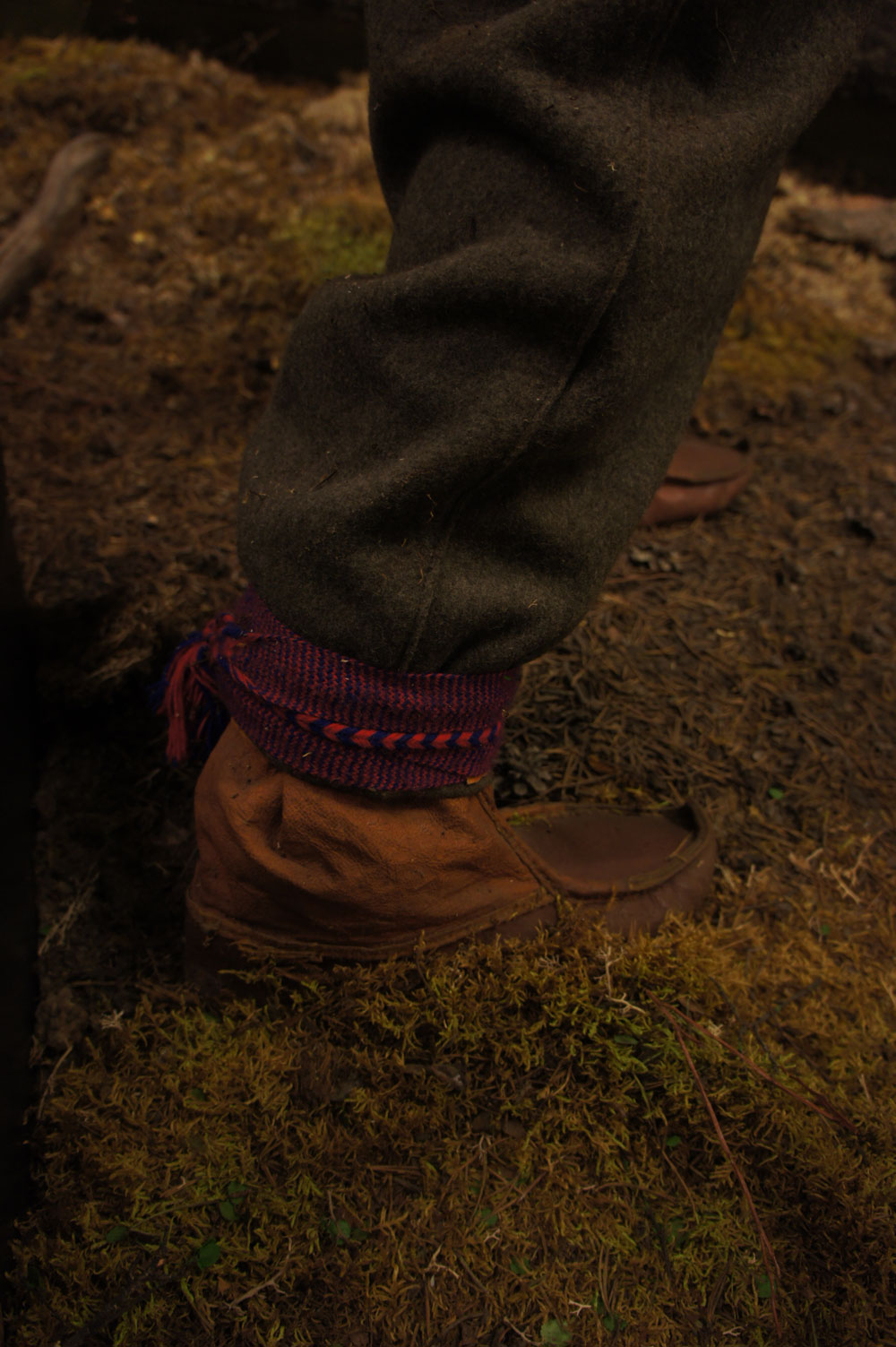
Male Sámi shoe lace from the central area. Photo from Ájtte museum.

Skoband avser ofta vanliga skosnören.
Skoband, vuoddaga på lulesamiska och vuoddagat på nordsamiska, används för att hålla ihop skaftet på en bällingsko för att hindra fukt och snö att tränga in i skoskaftet. 
Byxben dras över skaftet och omlindas med skobandet så att det håller tätt. Idag används också strumpor, och skobanden används då för att hålla ihop skaften på bällingskor och näbbskor. De lulesamiska skobanden är ungefär 180 cm långa och 3-4 cm breda. Det finns en skinnremsa i ena änden som knyts fast i skons öglor. Skobanden lindas alltid utåt. 

## Att lägga och att väva skoband
Att lägga skoband heter "låhtåt" på lulesamiska. Genom att använda garn och fingrar kan man skapa starka band. Man fäster skobandsvarpen i en klyka oftast tillverkad av sälg eller av björk. Klykan är oftast över 40 cm lång och har en förgrening i ena ändan. Den var lätt att bära med sig och den bars ofta med under sommartid då renarna skulle vaktas. Man kan också fästa varpen i en stolsrygg eller med en tving fastskruvad i en möbel. Vanligast idag är att lagda skoband används i lulesamiskt och sydsamiskt område och att de är vävda längre norrut. 

### Om skoband i historien
Flätade eller lagda band är mycket gamla. Skoband kan också vävas med hjälp av en "sjnjisskom", bandgrind/vävsked på lulesamiska. Tekniken att väva band med en bandgrind tillhör också äldre tid, de äldsta kända beläggen är från Pompeji då vår tideräkning började. I norden har bandgrinden förekommit sedan medeltiden. I norska Skjoldehamn finns en dräkt upphittad år 1936. Den är daterad till 1100-1200-talet och har ett smalt flätat midjeband, en ullskjorta, hätta, byxa, skoband, fottrasor, läderskor samt ett knivskaft i trä. Det är osäkert om Skjoldehamnsdräkten är samisk eller nordnorsk. I Johannes Schefferus 1673 utgivna bok Lapponia kan man se olika samiska slöjdföremål, här finns en bandgrind avbildad. I denna sitter ett vävt band av centralsamisk typ med rutmönster. Denna bandgrind är den äldst kända samiska bandgrinden.itel =